# Ainaži
Ainaži (deutsch: Haynasch oder Hainasch, estnisch: Heinaste) ist eine Hafenstadt in Lettland, gelegen in Vidzeme, dem historischen Livland, am Rigaer Meerbusen unweit der Grenze zu Estland an der Stelle eines vormaligen livischen Fischerdorfes.

## Geschichte
Ainaži hat eine lange, vom Schiffbau und der Seefahrt geprägte Geschichte. Entlang der livländischen Küste wurden ab dem 19. Jahrhundert hölzerne Segelschiffe gebaut. In Ainaži entstand 1857 eine Werft und 1864 auf Anregung von Krišjānis Valdemārs die erste lettische Marineschule, die Hunderte von Kapitänen und Steuerleuten ausbildete. Gelehrt wurde in lettischer, estnischer und später auch russischer Sprache. 1905 wurde ein Handelshafen gebaut, der allerdings im Ersten Weltkrieg unbrauchbar gemacht wurde und danach als Industriehafen keine Bedeutung mehr gewann. Im Zweiten Weltkrieg zerstörte die zurückweichende Wehrmacht 1944 die Hafenanlagen erneut.
Inzwischen sind Forstwirtschaft, Holzverarbeitung und Handel zu bedeutenderen Branchen geworden. Die Lage am Grenzübergang Ikla/Ainaži zwischen Lettland und Estland an der Via Baltica (Europastraße 67) begünstigt außerdem die Ansiedlung von Transit- und Transportunternehmen.

## Verkehr
- Ainaži liegt an der autobahnartigen Autoceļš A1, die von Riga bis zur estnischen Grenze und von dort weiter nach Pärnu sowie Tallinn verläuft und Teil der Europastraße 67 (Via Baltica) ist.
- Ainaži war die Endstation der Schmalspurbahnlinie Ainaži-Valmiera-Smiltene, die mit einer Spurweite von 750 mm von 1912 bis 1977 in Betrieb war.

## Sehenswürdigkeiten
- Das Gutshaus Haynasch wurde im 19. Jahrhundert errichtet.
- Die Marineschule beherbergt heute ein Museum, das Ainažu jūrskolas muzejs, das sich der Geschichte dieser Schule und der Schiffsbautradition entlang der Küste von Vidzeme widmet.
- Feuerwehrmuseum Ainaži (Ainažu Ugunsdzēsības muzejs)
- Die Orthodoxe St.-Arseny-Kirche in Ainaži wurde 1894–1895 erbaut, Architekt: Jānis Frīdrihs Baumanis
- Der 18 Meter hohe Leuchtturm Ainaži wurde 1930 errichtet.

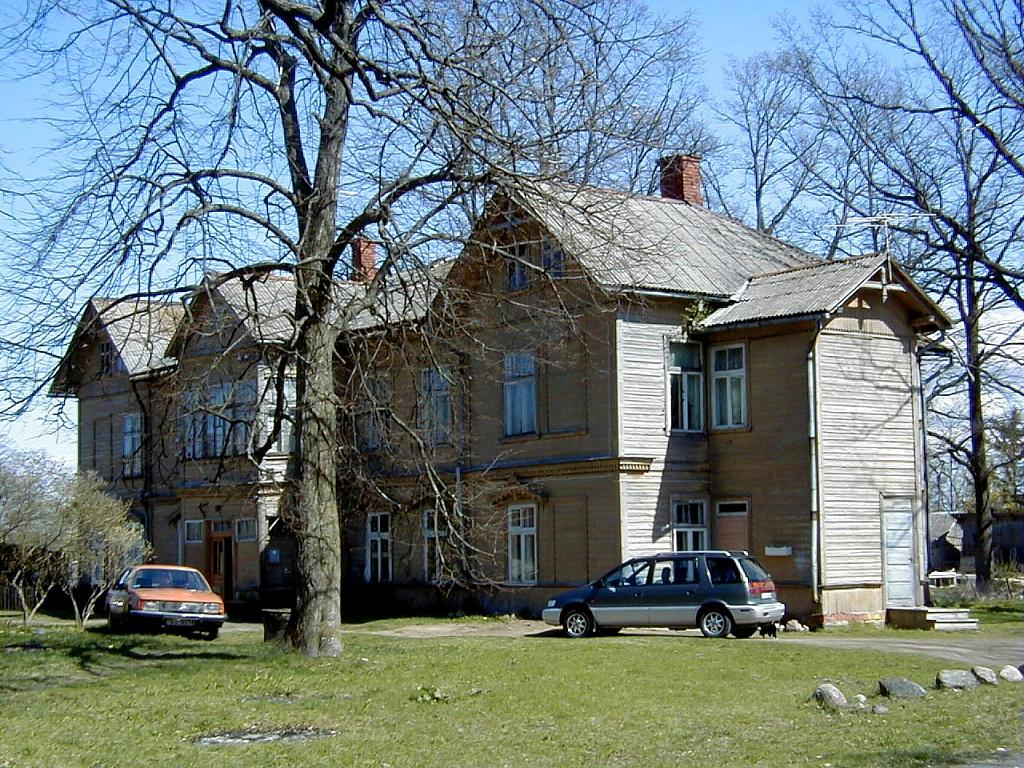
Herrenhaus des Guts Haynasch
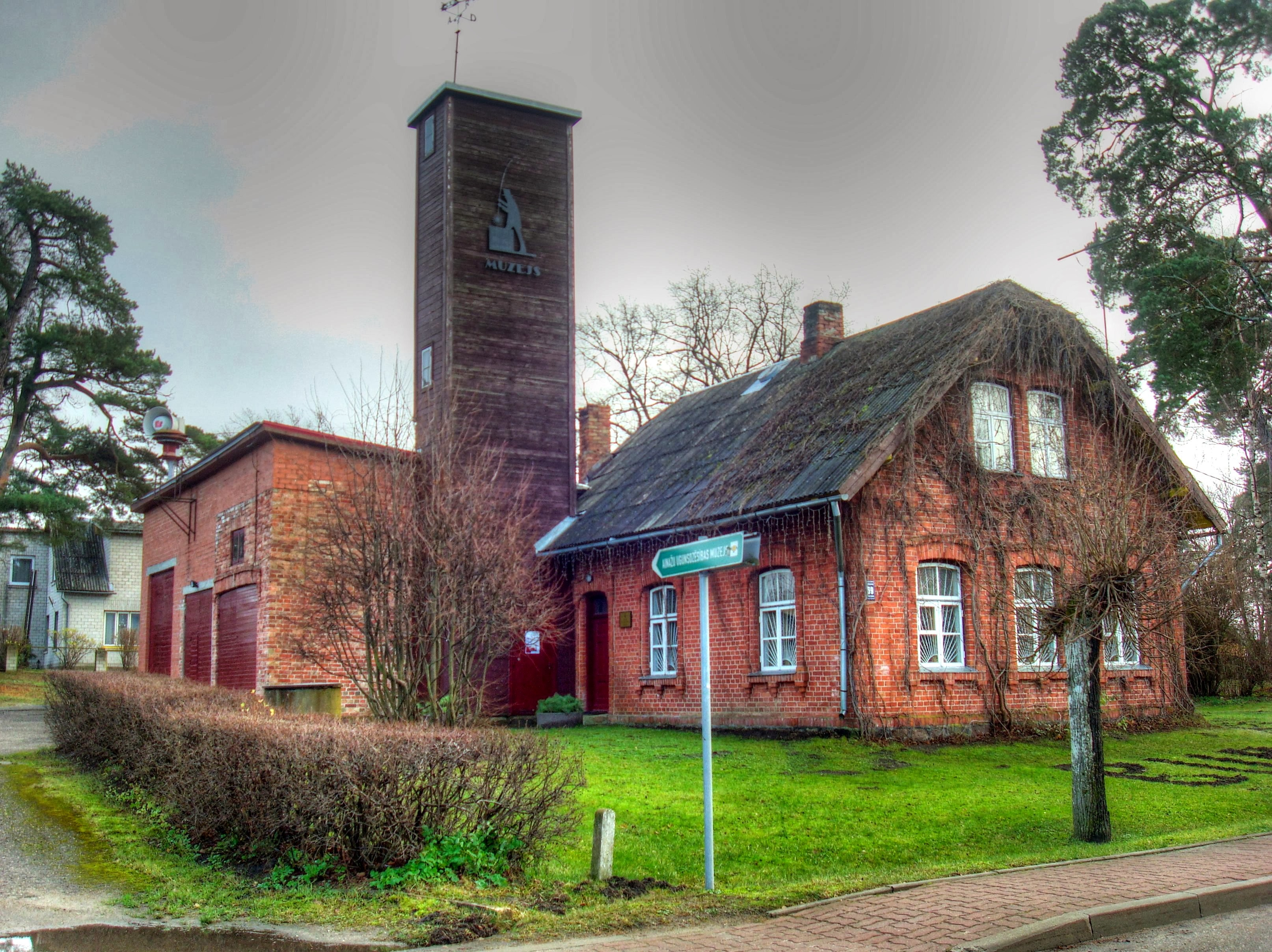
Feuerwehrmuseum
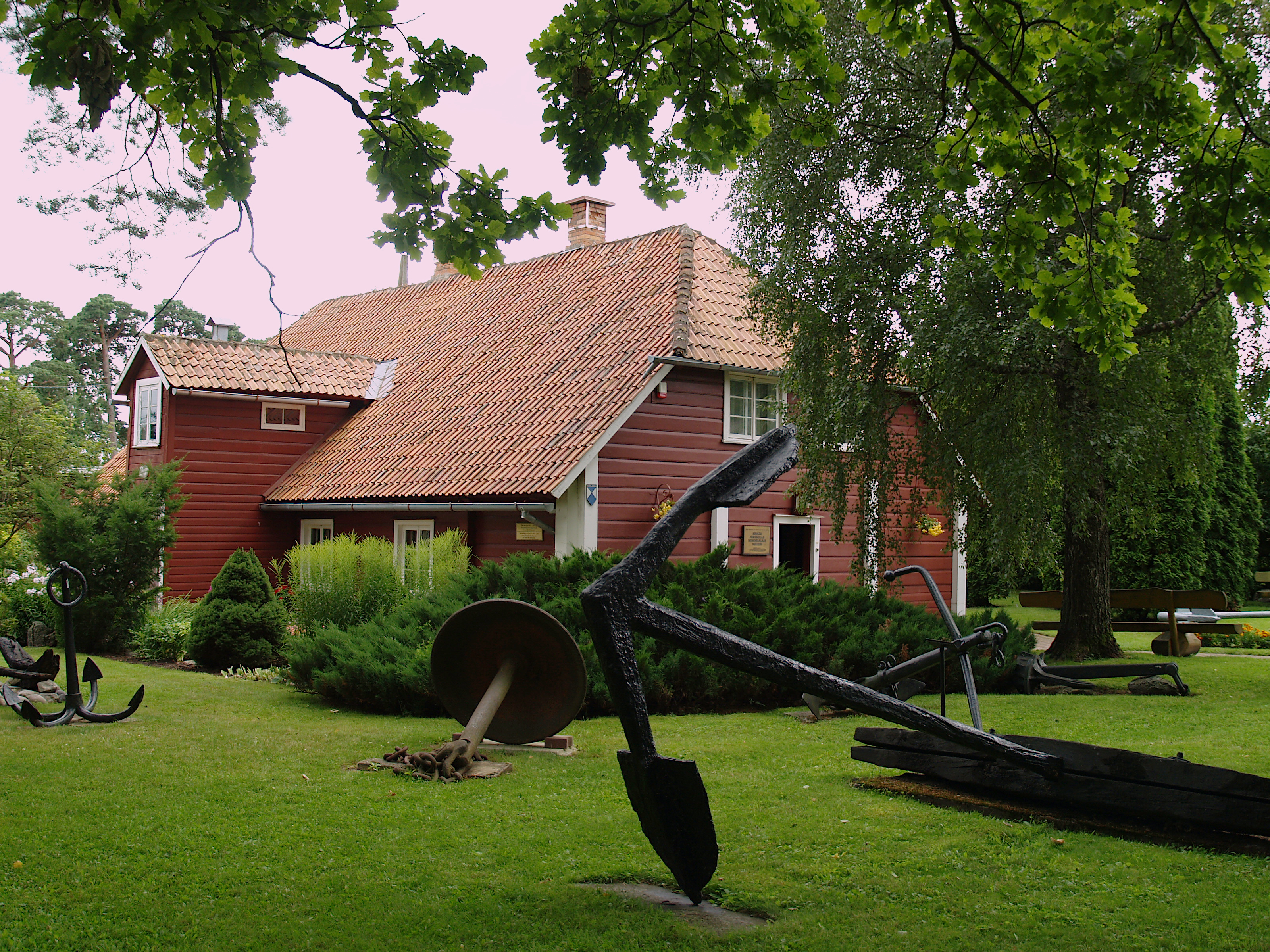
Schifffahrtsmuseum
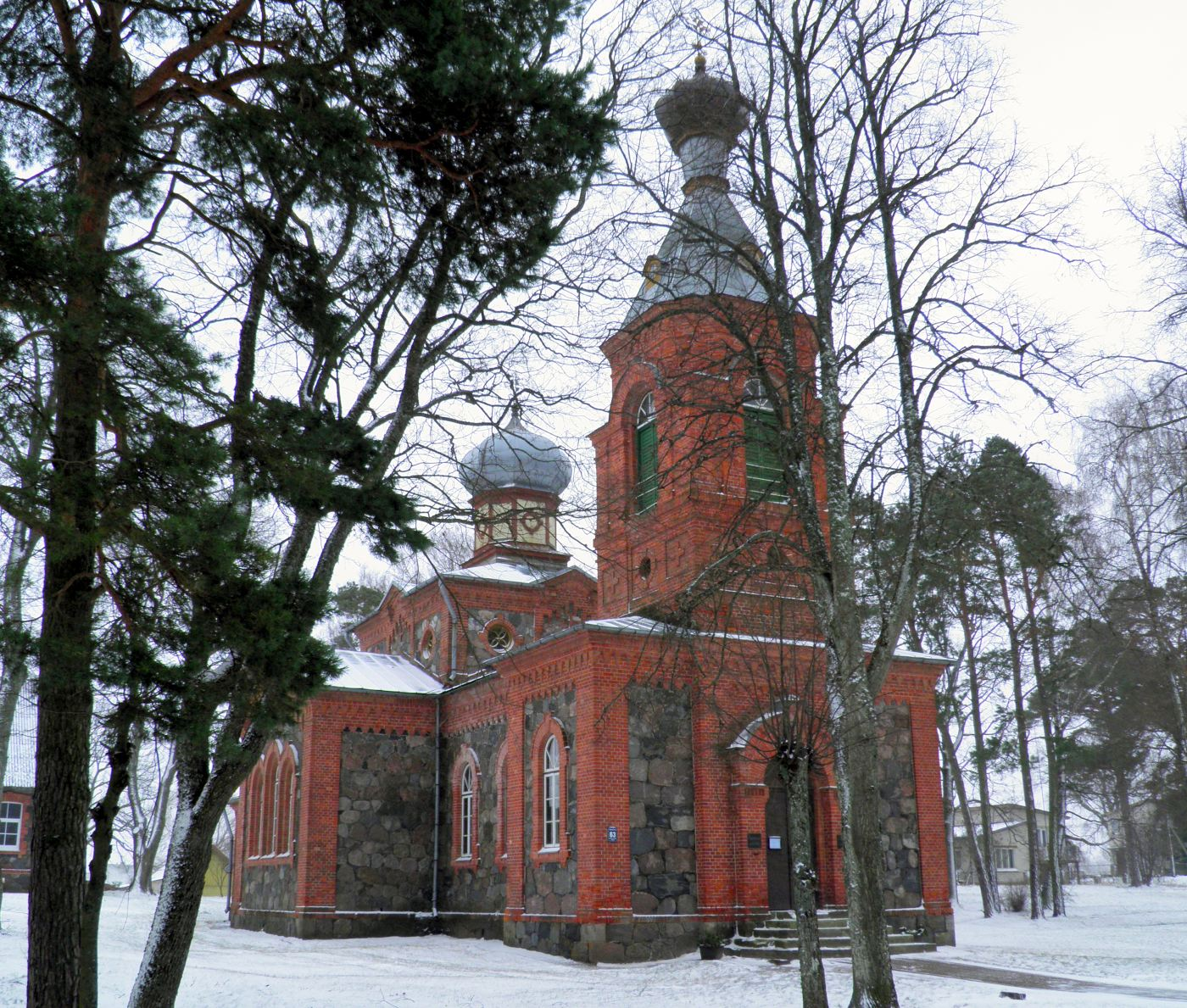
Orthodoxe Kirche
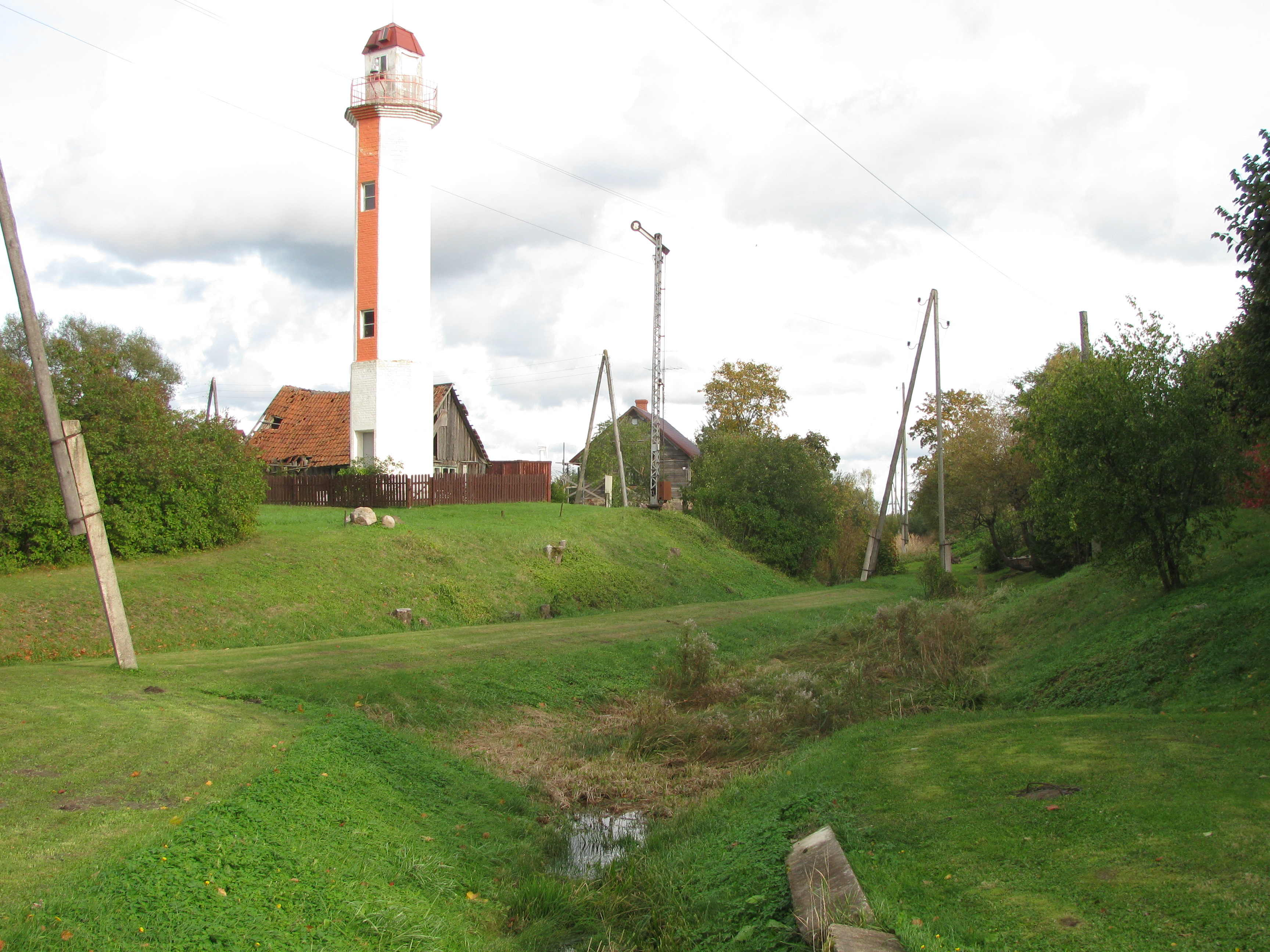
Leuchtturm und rückgebaute Eisenbahnstrecke